# Muntiacus atherodes
Espèce
Synonymes
- Cervulus pleiharicus Kohlbrugge, 1895

Statut de conservation UICN

 NT  : Quasi menacé
Muntiacus atherodes est une espèce de mammifères de la famille des Cervidés et qui est endémique de l'île de Bornéo.

## Alimentation
Muntiacus atherodes se nourrit principalement de feuilles, de fruits, de racines, d'herbe et de graines.

## Publication originale
(en) Groves et Grubb, « The Species of Muntjac (Genus Muntiacus) in Borneo: Unrecognised Sympatry in Tropical Deer », Zoologische Mededelingen (en), vol. 56, no 17,‎ 7 mai 1982 (lire en ligne, consulté le 20 mars 2019).